# Temporada 1992 de la NFL
La Temporada 1992 de la NFL fue la 73.ª en la historia de la NFL.En la temporada regular se juegan 16 partidos durante 17 semanas. Posteriormente se juegan los playoffs, que determinan los equipos que se clasificarán para la gran final: el Super Bowl.
Debido a los daños causados por el Huracán Andrew, el juego entre de New England Patriots vs Miami Dolphins que estaba previsto para el 6 de septiembre en el Joe Robbie Stadium fue reprogramado para el 18 de octubre. Ambos equipos tuvieron que originalmente ese fin de semana libre. Esto fue la primera vez desde la temporada de la NFL 1966 y las temporada 1966 y 1967 de la AFL que hubo la semana de descanso en la semana 1; en esos años, las semanas de descanso eran necesarias todas las semanas, ya que había un número impar de equipos (esto iba a pasar de nuevo entre 1999 y 2001).
Atlanta habilitó el Georgia Dome.
La temporada finalizó con el Super Bowl XXVII cuando los Dallas Cowboys vencieron a los Buffalo Bills.

## Temporada regular
Hubo una desviación inusual entre los equipos buenos y malos equipos de la NFL en 1992. Sólo un equipo, los Broncos de Denver; terminó con ocho victorias y ocho derrotas, nueve equipos tenían al menos 11 victorias y ocho equipos tenían al menos 11 derrotas. Sólo seis equipos tenían entre siete, ocho o nueve victorias en ese año.
V = Victorias, D = Derrotas, E = Empates, CTE = Cociente de victorias [V+(E/2)]/(V+D+E), PF= Puntos a favor, PC = Puntos en contra
| Clasificado para los playoffs |

| Miami Dolphins(2)    | 11 | 5  | 0 | .688 | 340 | 281 |
| Buffalo Bills(4)     | 11 | 5  | 0 | .688 | 381 | 283 |
| Indianapolis Colts   | 9  | 7  | 0 | .563 | 216 | 302 |
| New York Jets        | 4  | 12 | 0 | .250 | 220 | 315 |
| New England Patriots | 2  | 14 | 0 | .125 | 205 | 363 |

| Pittsburgh Steelers(1) | 11 | 5  | 0 | .688 | 299 | 225 |
| Houston Oilers(5)      | 10 | 6  | 0 | .625 | 352 | 258 |
| Cleveland Browns       | 7  | 9  | 0 | .438 | 272 | 275 |
| Cincinnati Bengals     | 5  | 11 | 0 | .313 | 274 | 364 |

| San Diego Chargers(3) | 11 | 5  | 0 | .688 | 335 | 241 |
| Kansas City Chiefs(4) | 10 | 6  | 0 | .625 | 348 | 282 |
| Denver Broncos        | 8  | 8  | 0 | .500 | 262 | 329 |
| Los Angeles Raiders   | 7  | 9  | 0 | .438 | 249 | 281 |
| Seattle Seahawks      | 2  | 14 | 0 | .125 | 140 | 312 |

| Dallas Cowboys(2)      | 13 | 3  | 0 | .813 | 409 | 243 |
| Philadelphia Eagles(5) | 11 | 5  | 0 | .688 | 354 | 245 |
| Washington Redskins(6) | 9  | 7  | 0 | .563 | 300 | 255 |
| New York Giants        | 6  | 10 | 0 | .375 | 306 | 367 |
| Phoenix Cardinals      | 4  | 12 | 0 | .250 | 243 | 332 |

| Minnesota Vikings(3) | 11 | 5  | 0 | .688 | 374 | 249 |
| Green Bay Packers    | 9  | 7  | 0 | .563 | 276 | 296 |
| Tampa Bay Buccaneers | 5  | 11 | 0 | .313 | 267 | 365 |
| Chicago Bears        | 5  | 11 | 0 | .313 | 295 | 361 |
| Detroit Lions        | 5  | 11 | 0 | .313 | 273 | 332 |

| San Francisco 49ers(1) | 14 | 2  | 0 | .875 | 431 | 236 |
| New Orleans Saints(4)  | 12 | 4  | 0 | .750 | 330 | 302 |
| Atlanta Falcons        | 6  | 10 | 0 | .375 | 327 | 414 |
| Los Angeles Rams       | 6  | 10 | 0 | .375 | 313 | 383 |

### Desempates
- Pittsburgh fue el primer cabeza de serie de la AFC por delante de Miami y San Diego basado en un mejor registro de conferencia (10-2 contra 9-3 de los Dolphins y 7-5 de los Chargers).
- Miami finalizó por delante de Buffalo en la AFC Este basado en un mejor registro de conferencia (9-3 contra 7-5 de los Bills).
- Pittsburgh fue el quinto cabeza de serie de la AFC por delante de Kansas City basado en enfrentamientos directos (1-0).
- Washington fue el sexto cabeza de serie de la NFC por delante de Green Bay basado en un mejor registro de conferencia (7-5 contra 6-6 de los Packers)
- Tampa Bay finalizó por delante de Chicago y Detroit en la NFC central basado en un mejor registro de conferencia (5-9 contra 4-8 de los Bears y 9-5 de los Lions).
- Atlanta finalizó por delante de L.A. Rams en la NFC Oeste basado en un mejor registro contra oponentes comunes (5–7 contra 4-8 de los Rams).

## Postemporada
|  | Ronda Wild Card                  | Ronda Wild Card                  | Ronda Wild Card                  |    |               | Ronda divisional                  | Ronda divisional                  | Ronda divisional                  |                                  |                                  | Finales de conferencia           | Finales de conferencia | Finales de conferencia |  |  | Super Bowl | Super Bowl | Super Bowl |
|  |                                  |                                  |                                  |    |               |                                   |                                   |                                   |                                  |                                  |                                  |                        |                        |  |  |            |            |            |
|  | 3 de enero – Rich Stadium        | 3 de enero – Rich Stadium        | 3 de enero – Rich Stadium        |    |               | 9 de enero – Three Rivers Stadium | 9 de enero – Three Rivers Stadium | 9 de enero – Three Rivers Stadium |                                  |                                  |                                  |                        |                        |  |  |            |            |            |
|  | 3 de enero – Rich Stadium        | 3 de enero – Rich Stadium        | 3 de enero – Rich Stadium        |    |               | 9 de enero – Three Rivers Stadium | 9 de enero – Three Rivers Stadium | 9 de enero – Three Rivers Stadium |                                  |                                  |                                  |                        |                        |  |  |            |            |            |
|  | 3 de enero – Rich Stadium        | 3 de enero – Rich Stadium        | 3 de enero – Rich Stadium        |    |               | 9 de enero – Three Rivers Stadium | 9 de enero – Three Rivers Stadium | 9 de enero – Three Rivers Stadium |                                  |                                  |                                  |                        |                        |  |  |            |            |            |
|  | 3 de enero – Rich Stadium        | 3 de enero – Rich Stadium        | 3 de enero – Rich Stadium        |    |               | 9 de enero – Three Rivers Stadium | 9 de enero – Three Rivers Stadium | 9 de enero – Three Rivers Stadium |                                  |                                  |                                  |                        |                        |  |  |            |            |            |
|  | #5                               | Houston                          | 38                               |    |               | 9 de enero – Three Rivers Stadium | 9 de enero – Three Rivers Stadium | 9 de enero – Three Rivers Stadium |                                  |                                  |                                  |                        |                        |  |  |            |            |            |
|  | #5                               | Houston                          | 38                               | #4 | Buffalo       | 24                                |                                   |                                   |                                  |                                  |                                  |                        |                        |  |  |            |            |            |
|  | #4                               | Buffalo                          | 41*                              | #4 | Buffalo       | 24                                |                                   |                                   | 23 de enero - Joe Robbie Stadium | 23 de enero - Joe Robbie Stadium | 23 de enero - Joe Robbie Stadium |                        |                        |  |  |            |            |            |
|  | #4                               | Buffalo                          | 41*                              | #1 | Pittsburgh    | 3                                 |                                   |                                   | 23 de enero - Joe Robbie Stadium | 23 de enero - Joe Robbie Stadium | 23 de enero - Joe Robbie Stadium |                        |                        |  |  |            |            |            |
|  |                                  |                                  |                                  | #1 | Pittsburgh    | 3                                 |                                   |                                   | 23 de enero - Joe Robbie Stadium | 23 de enero - Joe Robbie Stadium | 23 de enero - Joe Robbie Stadium |                        |                        |  |  |            |            |            |
|  |                                  |                                  |                                  |    |               |                                   |                                   |                                   | 23 de enero - Joe Robbie Stadium | 23 de enero - Joe Robbie Stadium | 23 de enero - Joe Robbie Stadium |                        |                        |  |  |            |            |            |
|  | 2 de enero – Jack Murphy Stadium | 2 de enero – Jack Murphy Stadium | 2 de enero – Jack Murphy Stadium | #4 | Buffalo       | 29                                |                                   |                                   |                                  |                                  |                                  |                        |                        |  |  |            |            |            |
|  | 2 de enero – Jack Murphy Stadium | 2 de enero – Jack Murphy Stadium | 2 de enero – Jack Murphy Stadium | #4 | Buffalo       | 29                                | 10 de enero – Joe Robbie Stadium  |                                   |                                  |                                  |                                  |                        |                        |  |  |            |            |            |
|  | 2 de enero – Jack Murphy Stadium | 2 de enero – Jack Murphy Stadium | 2 de enero – Jack Murphy Stadium |    | #2            | Miami                             | 10                                |                                   |                                  |                                  |                                  |                        |                        |  |  |            |            |            |
|  | 2 de enero – Jack Murphy Stadium | 2 de enero – Jack Murphy Stadium | 2 de enero – Jack Murphy Stadium |    | #2            | Miami                             | 10                                |                                   |                                  |                                  |                                  |                        |                        |  |  |            |            |            |
|  | #6                               | Kansas City                      | 0                                |    |               |                                   |                                   |                                   |                                  |                                  |                                  |                        |                        |  |  |            |            |            |
|  | #6                               | Kansas City                      | 0                                | #3 | San Diego     | 0                                 |                                   |                                   |                                  |                                  |                                  |                        |                        |  |  |            |            |            |
|  | #3                               | San Diego                        | 17                               | #3 | San Diego     | 0                                 |                                   |                                   | 31 de enero – Rose Bowl          | 31 de enero – Rose Bowl          | 31 de enero – Rose Bowl          |                        |                        |  |  |            |            |            |
|  | #3                               | San Diego                        | 17                               | #2 | Miami         | 31                                |                                   |                                   | 31 de enero – Rose Bowl          | 31 de enero – Rose Bowl          | 31 de enero – Rose Bowl          |                        |                        |  |  |            |            |            |
|  |                                  |                                  |                                  | #2 | Miami         | 31                                |                                   |                                   |                                  | 31 de enero – Rose Bowl          | 31 de enero – Rose Bowl          |                        |                        |  |  |            |            |            |
|  |                                  |                                  |                                  |    |               |                                   |                                   |                                   |                                  | 31 de enero – Rose Bowl          | 31 de enero – Rose Bowl          |                        |                        |  |  |            |            |            |
|  | 3 de enero – Louisiana Superdome | 3 de enero – Louisiana Superdome | 3 de enero – Louisiana Superdome | A4 | Buffalo       | 17                                |                                   |                                   |                                  |                                  |                                  |                        |                        |  |  |            |            |            |
|  | 3 de enero – Louisiana Superdome | 3 de enero – Louisiana Superdome | 3 de enero – Louisiana Superdome | A4 | Buffalo       | 17                                | 10 de enero – Texas Stadium       |                                   |                                  |                                  |                                  |                        |                        |  |  |            |            |            |
|  | 3 de enero – Louisiana Superdome | 3 de enero – Louisiana Superdome | 3 de enero – Louisiana Superdome |    | N2            | Dallas                            | 52                                |                                   |                                  |                                  |                                  |                        |                        |  |  |            |            |            |
|  | 3 de enero – Louisiana Superdome | 3 de enero – Louisiana Superdome | 3 de enero – Louisiana Superdome |    | N2            | Dallas                            | 52                                |                                   |                                  |                                  |                                  |                        |                        |  |  |            |            |            |
|  | #5                               | Philadelphia                     | 36                               |    |               |                                   |                                   |                                   |                                  |                                  |                                  |                        |                        |  |  |            |            |            |
|  | #5                               | Philadelphia                     | 36                               | #5 | Philadelphia  | 10                                |                                   |                                   |                                  |                                  |                                  |                        |                        |  |  |            |            |            |
|  | #4                               | New Orleans                      | 20                               | #5 | Philadelphia  | 10                                |                                   |                                   | 23 de enero - Candlestick Park   | 23 de enero - Candlestick Park   | 23 de enero - Candlestick Park   |                        |                        |  |  |            |            |            |
|  | #4                               | New Orleans                      | 20                               | #2 | Dallas        | 34                                |                                   |                                   | 23 de enero - Candlestick Park   | 23 de enero - Candlestick Park   | 23 de enero - Candlestick Park   |                        |                        |  |  |            |            |            |
|  |                                  |                                  |                                  | #2 | Dallas        | 34                                |                                   |                                   | 23 de enero - Candlestick Park   | 23 de enero - Candlestick Park   | 23 de enero - Candlestick Park   |                        |                        |  |  |            |            |            |
|  |                                  |                                  |                                  |    |               |                                   |                                   |                                   | 23 de enero - Candlestick Park   | 23 de enero - Candlestick Park   | 23 de enero - Candlestick Park   |                        |                        |  |  |            |            |            |
|  | 2 de enero – Humphrey Metrodome  | 2 de enero – Humphrey Metrodome  | 2 de enero – Humphrey Metrodome  | #2 | Dallas        | 30                                |                                   |                                   |                                  |                                  |                                  |                        |                        |  |  |            |            |            |
|  | 2 de enero – Humphrey Metrodome  | 2 de enero – Humphrey Metrodome  | 2 de enero – Humphrey Metrodome  | #2 | Dallas        | 30                                | 9 de enero – Candlestick Park     |                                   |                                  |                                  |                                  |                        |                        |  |  |            |            |            |
|  | 2 de enero – Humphrey Metrodome  | 2 de enero – Humphrey Metrodome  | 2 de enero – Humphrey Metrodome  |    | #1            | San Francisco                     | 20                                |                                   |                                  |                                  |                                  |                        |                        |  |  |            |            |            |
|  | 2 de enero – Humphrey Metrodome  | 2 de enero – Humphrey Metrodome  | 2 de enero – Humphrey Metrodome  |    | #1            | San Francisco                     | 20                                |                                   |                                  |                                  |                                  |                        |                        |  |  |            |            |            |
|  | #6                               | Washington                       | 24                               |    |               |                                   |                                   |                                   |                                  |                                  |                                  |                        |                        |  |  |            |            |            |
|  | #6                               | Washington                       | 24                               | #6 | Washington    | 13                                |                                   |                                   |                                  |                                  |                                  |                        |                        |  |  |            |            |            |
|  | #3                               | Minnesota                        | 7                                | #6 | Washington    | 13                                |                                   |                                   |                                  |                                  |                                  |                        |                        |  |  |            |            |            |
|  | #3                               | Minnesota                        | 7                                | #1 | San Francisco | 20                                |                                   |                                   |                                  |                                  |                                  |                        |                        |  |  |            |            |            |
|  |                                  |                                  |                                  | #1 | San Francisco | 20                                |                                   |                                   |                                  |                                  |                                  |                        |                        |  |  |            |            |            |

- Local en cada partido: El local en cada partido es el equipo mejor clasificado, el equipo de abajo en el cuadro, excepto en el Super Bowl que es un estadio neutral.

* Indica victoria en tiempo extra.

## Premios anuales
Al final de temporada se entregan diferentes premios reconociendo el valor del jugador durante la temporada entera.
| Premio                     | Ganador            | Posición         | Equipo              |
| -------------------------- | ------------------ | ---------------- | ------------------- |
| Jugador más valioso        | Steve Young        | Quarterback      | San Francisco 49ers |
| Jugador ofensivo del año   | Steve Young        | Quarterback      | San Francisco 49ers |
| Jugador defensivo del año  | Cortez Kennedy     | Defensive tackle | Seattle Seahwks     |
| Entrenador del año         | Bill Cowher        | Head Coach       | Pittsburgh Steelers |
| Novato ofensivo del año    | Carl Pickens       | Wide receiver    | Los Angeles Rams    |
| Novato defensivo del año   | Dale Carter        | Cornerback       | Kansas City Chiefs  |
| Regreso del año            | Randall Cunningham | Quarterback      | Philadelphia Eagles |
| Hombre del Año             | John Elway         | Quarterback      | Denver Broncos      |
| Jugador más valioso del SB | Troy Aikman        | Quarterback      | Dallas Cowboys      |